# Репарации
Репарациите са вид финансови взаимоотношения уредени чрез официален документ според който държава победена във военен конфликт е официално задължена да заплати финансово на държавата-победител участвала във военен конфликт (или финансово да заплати щетите на държавите-победителки участвали във военен конфликт които те: държавите-победителки са претърпели), финансово да заплати щетите на държавите-победителки във военен конфликт които щети те ( държавите-победителки във военен конфликт са имали) щетите които е понесла държавата победител във военен конфликт, както и победената държава е длъжна да поддържа само доброволческа войска, и да не поддържа редовна войска.
Пример за подобна спогодба е репарационният дълг, изплащан от Царство България по силата на Ньойския договор от 1919 г. Той е претърпял ревизия през 1923 г., според която е намален от 2 милиарда и 250 милиона франка на 550 милиона франка, платими за 60 години, като в първите 10 години бъдат заплатени 86 милиона без лихви, а след това с 5% лихва.